# Belägringen av Sarajevo
Belägringen av Sarajevo är den längsta belägringen i modern historia. Serbiska styrkor från Republika Srpska belägrade Sarajevo, Bosnien och Hercegovinas huvudstad, från den 5 april 1992 till den 29 februari 1996.
Efter krigsutbrottet inledde Republika Srpskas styrkor en serie angrepp för att inta Sarajevo. Då bosniska regeringsstyrkor lyckats försvara stadens centrala delar omringade omkring 30 000 serbiska soldater staden och belägrade sig i de angränsande kullarna där de angrepp staden med artilleri, granatkastare, tunga kulsprutor, raketartilleri, luftvärnseld och krypskyttar. Den bosniska armén som hade omkring 40 000 försvarare i staden var dåligt utrustad och oförmögna att bryta blockaden.
Omkring 20 000 människor dog under belägringen. Omkring 10 000 civila beräknats ha dödats, inklusive 1 500 barn. Ytterligare 56 000 sårades, inklusive 15 000 barn. Den bosniska armén förlorade 6 305 soldater medan Republika Srpska förlorade 2 687 man. Striderna halverade nästan stadens befolkning mellan 1992 och 1995.
Efter den andra Markalemassakern i augusti 1995 där 37 civila dödades, ingrep Nato med flygangrepp mot de serbiska positionerna i Sarajevo och flera andra delar av Bosnien och Hercegovina. Detta pressade Republika Srpska till att återuppta de fredsförhandlingar som i december 1995 resulterade i Daytonavtalet, vilket avslutade kriget i Bosnien.
Enligt ICTY bedrev serbiska styrkor en "terrorkampanj" mot Sarajevo av "urskillningslöst bombardemang och beskjutning som resulterade i för många civilas död". De serbiska befälhavarna över VRS-styrkorna i Sarajevo, Stanislav Galić och Dragomir Milošević, dömdes efter kriget till livstids fängelse respektive 33 års fängelse av ICTY för sin roll i belägringen.